# Naruphol Ar-romsawa
Naruphol Ar-romsawa (tiếng Thái: นฤพล อารมณ์สวะ, sinh ngày 16 tháng 9 năm 1988), còn được biết với tên đơn giản Duong (tiếng Thái: ดวง) là một cầu thủ bóng đá người Thái Lan thi đấu ở vị trí tiền vệ tấn công cho câu lạc bộ Nakhon Ratchasima tại Giải bóng đá Ngoại hạng Thái Lan.

## Sự nghiệp quốc tế
Naruphol là một phần của đội hình Thái Lan ở Giải vô địch bóng đá Đông Nam Á 2010.

### Quốc tế
Tính đến 12 tháng 11 năm 2015
| Đội tuyển quốc gia | Năm  | Số trận | Bàn thắng |
| ------------------ | ---- | ------- | --------- |
| Thái Lan           | 2010 | 2       | 0         |
| Thái Lan           | Tổng | 2       | 0         |

## Danh hiệu

### Câu lạc bộ
Buriram United
- Giải bóng đá Ngoại hạng Thái Lan
  -  Vô địch (1): 2015
- Cúp Hiệp hội bóng đá Thái Lan
  -  Vô địch (1): 2015
- Cúp Liên đoàn bóng đá Thái Lan
  -  Vô địch (1): 2015
- Cúp Hoàng gia Kor
  -  Vô địch (1): 2015
- Giải bóng đá vô địch các câu lạc bộ sông Mê Kông
  -  Vô địch (1): 2015